# Symphonie funèbre
Die SORG MUSIK vid Högst Salig Hans Kongl. Maÿsts KONUNG GUSTAF IIIs Bisattning von Joseph Martin Kraus entstand im Jahr 1792 als Musik zu den Beisetzungsfeierlichkeiten (Aufbahrung) des schwedischen Königs Gustav III. Das viersätzige Werk wurde am 13. April 1792 in der Stockholmer Riddarholmskirche, der traditionellen Grablege der schwedischen Monarchen aufgeführt. Spätestens seit 1804 ist sie unter dem Namen Symphonie funèbre bekannt (im Werkverzeichnis von Bertil van Boer unter der Nummer VB 148).

## Aufbau und Besetzung
Alle vier Sätze stehen in langsamem Tempo. Einem einleitenden, feierlich-getragenen Andante mesto mit gedämpften Pauken und Trompeten folgt ein rhythmisch profiliertes, schreittanzartiges Larghetto mit melodisch-ariosen Qualitäten. Der dritte Satz ist schlicht mit Choral überschrieben und besteht aus einem einfachen vierstimmigen Kantionalsatz über die erste Choralstrophe des protestantischen Hymnus Nun laßt uns den Leib begraben von Michael Weiße (1531). Das Finale beginnt im Adagio, in welchem der Choral als Cantus-firmus-Satz sowie als Fuge (mit einem rhythmisch veränderten Themenkopf) verarbeitet wird. Der Zyklus wird mit einer Rückkehr der Paukenintroduktion aus dem Andante mesto beschlossen. Die Besetzung, mit je zwei Oboen, Klarinetten und Fagotten, vier Hörnern, zwei Trompeten, Pauken und Streichern, bedient vor allem die tiefen Register.

### I. Adagio mesto
Der durchkomponierten Anlage des eröffnenden Andante mesto liegt die Form des Sonatensatzes zugrunde, erweitert um eine Introduktion mit durch Tuch gedämpften Pauken im Wechsel mit absteigenden Dreiklangsfiguren im Bass und Streicherakkordsynkopen. Die klagende Melodik ist in der gesamten Symphonie vor allem durch Halbton- und Seufzerfiguren in der Motiv- und Themenbildung bestimmt. Der Hauptsatz (Hauptthema) steht allerdings in As-Dur (der Mediante der Grundtonart c-Moll), ebenso der melodischere Seitensatz. Erst in der Reprise erscheinen beide Themen in der Grundtonart, werden dort jedoch nicht wie üblich nach Dur gewendet. Die modulierende Durchführung verarbeitet die Akkordsynkopen der Einleitung sowie Motive des Seitensatzes. Die Pauke steuert prozessionsartige Rhythmen und erschütternde Tremoli bei.

### II. Larghetto
Mit einer zweiteiligen Reprisenanlage, dem 3/8-Takt und einer charakteristisch wiegenden Figur an den Phrasenschlüssen verweist der zweite Satz deutlich auf traditionelle Tanzformen. Demgegenüber wird der Ausdruck der Trauer durch die dunkle Tonart f-Moll, Vorhaltsmelodik, Exclamatio-Figuren, synkopische Akzente, Pausensetzungen und metrische Verschiebungen gewährleistet. Der erste Abschnitt (A-Teil) stellt eine andachtsvolle, individuell-ariose Klage (sotto voce und pianissimo) dar. Harmonisch spannungsvoll ist der Beginn des zweiten Abschnitts (B-Teil, mezzoforte), es dominiert kurzzeitig der Bläserklang. Somit bietet der Satz weniger einen Tanz als vielmehr dessen Zerrbild, das eine Unruhe zum Ausdruck bringt.

### III. Choral
Den dritten Satz bildet eine Streicherfassung im Kantionalsatz von Michael Weißes Choral Nun laßt uns den Leib begraben, der in der Übersetzung Lät oss thenna kropp begrafva im Schwedischen Choralbuch Den Svenska Psalmboken / Års Koralbok von 1695/1697 den Begräbnischorälen (Begrafnings-Psalmer) zugeordnet ist. Um den klagenden Charakter zuzuspitzen, wird der harmonische Verlauf des Chorals, der (wie bereits im Kopfsatz) mit As-Dur die Mediante von c-Moll exponiert, gezielt verändert. Am Ende der dritten Choralzeile wird statt zur II. Stufe (B-Dur) zur Parallele (f-Moll) moduliert. Damit schafft der Satz harmonisch einen Bezug sowohl zum Larghetto als auch zum nachfolgenden Adagio, das in dieser Tonart beginnt.

### IV. Adagio
Das Finale folgt keinen gängigen Formmodellen. Die fünf Abschnitte sind durch eine stets wieder auftauchende Kadenz (als Zäsur) voneinander getrennt, die den musikalischen Verlauf immer wieder ins Stocken geraten lässt. Der erste Abschnitt (Takte 1–10) wird ausschließlich von den Streichern gestaltet und folgt durch seinen periodischen Themenbau (2+2 Takte) dem Modell eines expositionstypischen Hauptsatzes (Thema). Der zweite Abschnitt  (Takte 14–19) stellt bereits eine Art Durchführung des Hauptthemas dar (von c-Moll ausgehend). Unruhige Streichersynkopen werden klangfarblich von Akkordflächen in den Klarinetten, Fagotten, Hörnern und gedämpften Trompeten untermalt. Den Bass bildet ein chromatisch gefärbter Abwärtsgang (passus duriusculus bzw. Lamentobaß) vom c über h, b, a und g zurück zum f. Der dritte Abschnitt (Es-Dur, Takte 23–29) ist einer Kantilene des Solohorns gewidmet, welche nach Erreichen des Spitzentons es2 in eine Solokadenz (ad libitum) mündet. Der vierte Abschnitt (Takte 32–46) verarbeitet den Choral des dritten Satzes als Cantus firmus (sostenuto e dolce im Unisono von Oboe und Fagott). Den letzten Abschnitt (B-Dur, Takte 50–68) bildet eine einfache Fuge in bewegteren Rhythmen, dessen Thema auf der ersten Choralzeile basiert. Satztechnik, Artikulation, Dynamik und Instrumentierung verweisen auf eine abschließende Überhöhung des musikalischen Prozesses im Sinne einer musikalischen Apotheose. Im abschließenden Orgelpunkt (über g, Takte 68–75) wird jedoch das Fugenthema suspendiert zugunsten einer unter größter harmonischer Anspannung frei gestalteten Überleitung zur Coda (c-Moll, Takte 75–90), in welcher im Andante mesto, come di sopra die Paukenintroduktion aus dem ersten Satz wiederkehrt.

## Deutung
Gustav III. wurde Opfer eines Attentats, das am 16. März 1792 in der Stockholmer Oper während eines Maskenballs auf ihn verübt wurde. Neben vielen Vertretern des Adels befand sich möglicherweise auch Joseph Martin Kraus selbst unter den Gästen. Das Attentat bildet den vorläufigen Endpunkt einer schwierigen politischen Entwicklung Schwedens, in welcher Gustav III. als Vertreter eines zwiespältig angegangenen aufgeklärten Absolutismus trotz umwälzender Reformen und Ambitionen es nicht vermochte, einen Ausgleich zwischen den unterschiedlichen gesellschaftlichen Ständen, einem diffusen Bürgertum und nicht minder gespaltenen Adel, zu erreichen. Anders als etwa in Frankreich ging die Verschwörung gegen Gustav daher von einem zunehmend delegitimierten Adel aus, womit der Trauerzeremonie eine besondere politische Bedeutung zukam: „Der Umstand, einem Verrat aus den eigenen Reihen zum Opfer gefallen zu sein (wie Christus), spiegelt nicht nur die politische Tragweite von Gustavs Tod wider, sondern verdeutlicht auch die Unausweichlichkeit und Tragik des Vorfalls, welcher der politischen wie persönlichen Natur des Königs geschuldet schien.“ So ist die Musik durch den „Ausdruck des ungewollten Abschieds und der Erschütterung, den viele vor allem Bürgerliche und manche aus dem alteingesessenen Adel empfunden haben dürften“, geprägt. Krausʼ Musik adressiert nicht nur den Monarchen, sondern auch die menschlichen Qualitäten Gustavs III. Die persönliche Beziehung zwischen Kraus und Gustav III. gestaltete sich zwar ambivalent, jedoch blieb sie bis zu Gustavs Tod durch eine tiefe geistig-intellektuelle und politische Nähe geprägt. Glaubhaft überliefert ist der emotionale Zusammenbruch, als „Kraus bei der Probe der Begräbnismusik[,] von seinen Gefühlen überwältigt, vor dem Direktionspult ohnmächtig wurde und nur durch tröstende Worte des anwesenden [späteren Regenten] Carl XIII., sowie er dann den Tränen freien Lauf gelassen, sich wieder erholen konnte.“ („att han vid repetitionen af begrafningsmusiken, öfverväldigad af känslor, afsvimmade framför anförarepulpeten och endast på den närvarande Carl XIII:s tröstande ord, samt sedan han lemnat tårarne fritt lopp, åter kunde repa sig.“) Auch gibt sich Kraus mittels eines Selbstzitats wie mit einer Signatur zu erkennen und erweist im Rahmen des Gedenkzeremoniells musikalisch seine Reverenz an seinen verstorbenen Dienstherrn: Die erste Choralzeile ist auf der Intervallebene nicht nur mit dem eröffnenden Thema des Finales verwandt, beide verweisen darüber hinaus auf das Thema der früheren Symphonie c-Moll (1783/1787; VB 142), die Kraus während seiner vierjährigen, von Gustav III. finanzierten Studienreise (Grand Tour) durch Europa komponiert hatte.
Der Choral fördert einerseits einen gemeinschaftlichen liturgischen Bezug unter der anwesenden Trauergemeinde. Nun laßt uns den Leib begraben datiert aus der Gründerzeit der Reformation, seine endgültige Textgestalt geht eventuell sogar auf Martin Luther selbst zurück. Eine seiner Besonderheiten besteht darin, sowohl den Trauerprozess als auch den dazugehörenden Ritus zu thematisieren, was ausschlaggebend für die Verwendung in der Symphonie gewesen sein mag. Weißes Hymnus ragt auch aufgrund seines ausdrucksvollen Passionstons aus der Vielzahl an Begräbnischorälen heraus. So sticht die vierte Strophe mit ihrer Schmerzensthematik hervor, die den Erlösungsgedanken anspricht und zugleich Parallelen zur Passion Christi zieht („Sein Jammer, Trübsal und Elend / Ist kommen zu einʼm selgen End: / Er hat getragen Christi Joch, / Ist gestorben, und lebt doch noch.“). Im 18. Jahrhundert findet sich eine Reihe von empfindsamen Neudichtungen, unter denen jene von Friedrich Gottlieb Klopstock (1758) sich großer Beliebtheit erfreute. Die Melodie des Chorals (Johannes  Stahl 1544) hat auch Louis Spohr später für seine programmatische vierte Symphonie Die Weihe der Töne op. 86 (1835) genutzt. (Es ist jedoch unwahrscheinlich, dass Spohr Krausʼ Symphonie gekannt hat.) Die schlichte Setzweise in der Symphonie fordert nicht nur virtuell zum Mitsingen auf. Für eine spätere Aufführung am 29. März 1797, dem fünften Todestag von Gustav III., gibt es Belege, dass der Text tatsächlich mitgesungen wurde. Der Choral als musikalisches Zitat schafft somit eine Vermittlung zwischen dem konkreten Traueranlaß und einer begriffslosen Instrumentalmusik, die der individuellen wie kollektiven Trauer Ausdruck verleihen soll.
Die Paukenintroduktion, die am Ende der Symphonie wiederkehrt, rahmt den Anlass, zu dem sich die Gemeinde eingefunden hat. Dabei dient die Trauerzeremonie um Gustav III. nicht nur der politischen Huldigung, sondern auch als Ort der individuellen wie kollektiven Bewältigung für die gesamte schwedische Gesellschaft. In der Musik spiegelt sich die Ambiguität der Ereignisse wider: In den letzten sechzehn Takten der Symphonie werden die Konventionen von versöhnlichem Trostspenden oder majestätischer Überhöhung verweigert. Stattdessen wird einer emotionalen Erregung Raum gegeben, „welche die Trauer als einen niemals abschließbaren Prozeß erscheinen“ lässt und „das Verhältnis von Bewältigung und Überwältigung als unauflösbare Paradoxie“ inszeniert.
Auf der Ebene des Passionstons des Chorals, welcher eine sinnbildliche Beziehung zwischen den Leiden Gustavs III. und der Marter Jesu Christi andeutet, zeigt sich die enge Beziehung zwischen der Symphonie und der am 14. Mai 1792 zur Beisetzung aufgeführten Trauerkantate (VB 42), welche sowohl vom Text (Carl Gustav Leopold) her als auch formal an Konventionen des Passionsoratoriums modelliert ist. Diese zweiteilige Trauermusik für Gustav III. – Symphonie und Kantate – bildet den musikalischen Höhe- wie Endpunkt des kurzen, doch kulturell glanzvollen „gustavianischen Zeitalters“.